# Lucius Laberius Maximus
Lucius Laberius Maximus est un haut chevalier romain du Ier siècle, préfet du prétoire dans les années 83-84.

## Biographie
Lucius Laberius Maximus est membre d'une famille originaire de Lanuvium, où son présumé père, Lucius Laberius Maximus, est un magistrat vers 42-43. 
Il est procurateur-gouverneur de la Judée à la fin de la première Guerre judéo-romaine sous Vespasien en 71. Il est procurateur de l'amphithéâtre flavien à Rome puis occupe successivement, dans les années 80-84, les postes éminents de préfet de l'annone, préfet d'Égypte, vers 83, et préfet du prétoire,, carrière grandement favorisée par le nouvel empereur Domitien. A la préfecture du prétoire, il succède à Lucius Iulius Ursus, a peut-être pour collègue Cornelius Fuscus (préfet jusqu'en 86) et précède vraisemblablement Casperius Aelianus (préfet dès 84 ou seulement en 92).
Sa carrière permet à son fils Manius Laberius Maximus d'intégrer l'ordre sénatorial, et de devenir consul en 89 (suffect) et en 103.